# Gainesville (Missouri)
Gainesville – miasto w Stanach Zjednoczonych, w stanie Missouri, w hrabstwie Ozark.